# Tovona
Tovona is een plaats en commune in het zuiden van Madagaskar, behorend tot het district Farafangana, dat gelegen is in de regio Atsimo-Atsinanana. Tijdens een volkstelling in 2001 telde de plaats 7.105 inwoners.
De plaats biedt alleen lager onderwijs aan. 97,9 % van de bevolking werkt als landbouwer en 2 % houdt zich bezig met veeteelt. Het belangrijkste landbouwproduct is rijst; andere belangrijke producten zijn koffie en maniok. Verder is 0,1 % actief in de dienstensector.